# 11826 Yurijgromov
11826 Yurijgromov è un asteroide della fascia principale. Scoperto nel 1982, presenta un'orbita caratterizzata da un semiasse maggiore pari a 3,1785909 UA e da un'eccentricità di 0,2045713, inclinata di 1,73342° rispetto all'eclittica. È dedicato al coreografo Jurij Gromov.